# NGC 3477
NGC 3477 ist eine Linsenförmige Galaxie mit aktivem Galaxienkern vom Hubble-Typ S0/a und Sternbild Löwe auf der Ekliptik. Sie ist schätzungsweise 457 Millionen Lichtjahre von der Milchstraße entfernt und hat einen Durchmesser von etwa 100.000 Lichtjahren.

Im selben Himmelsareal befinden sich u. a. die Galaxien NGC 3466, NGC 3467, NGC 3476, NGC 3490.
Das Objekt wurde am 25. März 1865 von Albert Marth entdeckt.